# سيد صالح (بهمئي غرمسيري الشمالي)
سید صالح (بالفارسية: سیدصالح) هي قرية تقع في إيران في قسم بهمئي غرمسیري الشمالي الريفي. يقدر عدد سكانها بـ 94 نسمة .